# Müpa Budapest
Müpa Budapest (der ehemalige Palast der Künste, ungarisch Művészetek Palotája – MÜPA) ist eine kulturelle Einrichtung in Budapest.

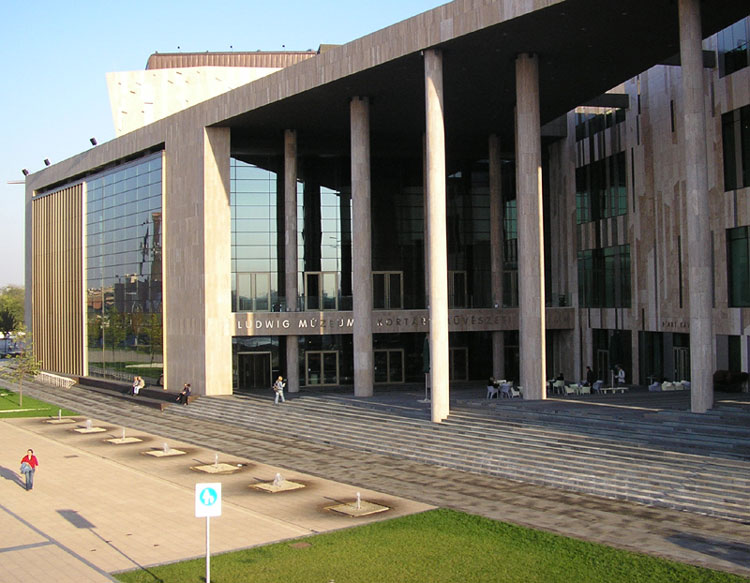
Müpa Budapest

Das Gebäude bietet Raum für drei Kunstrichtungen: Musik, bildende Kunst und Theater. Die Ausstellungsräume, der Konzertsaal und der Theatersaal funktionieren unabhängig voneinander.

## Lage und Bau

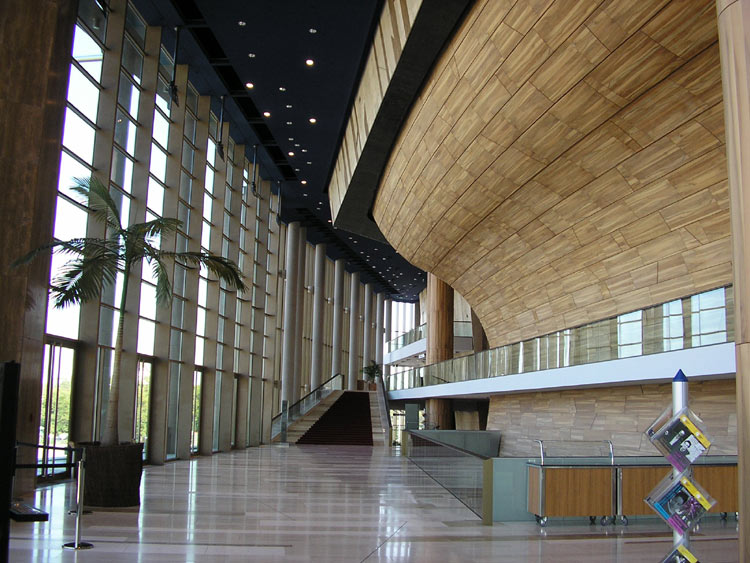
Vorhalle

Das Gebäude befindet sich am Donauufer auf der Pester Seite der Lágymányos-Brücke, einem ehemals vernachlässigtem Stadtgebiet. Die Grundfläche des Palasts der Künste nimmt 10.000 m2 des sich über 64.000 m2 erstreckenden Geländes ein, wo sich auch das Nationaltheater befindet. Nach einer dreijährigen Bauzeit wurde der Palast der Künste am 14. März 2005 eröffnet.
Die äußere Erscheinung zeichnet sich durch einfache Linienführung, das Fehlen von ausschmückenden Elementen sowie die mächtige, zusammenhängende Glasfront aus. Die weitläufigen inneren Räumlichkeiten sind überschaubar. Zum Bau wurden natürliche Materialien verwendet. Der Gebäudeentwurf stammt hauptsächlich von Gábor Zoboki (Zoboki, Demeter és Társaik Építésziroda, „Architektenbüro Zoboki, Demeter und Co.“).

## Die Gebäudeeinheiten und ihre Funktionen
Das Bauwerk bietet den Ansprüchen moderner Kunst Darstellungsmöglichkeiten in multifunktionellen Räumlichkeiten. Es besteht aus drei Hauptflügeln. Den zentralen Teil macht der Bartók Béla Nemzeti Hangversenyterem („Nationaler Béla Bartók-Konzertsaal“) aus. Im östlichen Flügel befindet sich das Fesztivál Színház („Festival-Theater“). Der Westflügel beherbergt Ausstellungsräume und den Veranstaltungssaal des Ludwig Múzeums. Die drei Gebäudeeinheiten sind durch die gemeinsame Glasfassade verbunden, die sich in Richtung des Nationaltheaters hin öffnet.
Der Palast der Künste ist dauerhafter Sitz des Nemzeti Filharmonikus Zenekar, Énekkar és Kottatár (Nationalen Philharmonischen Orchesters, Chors und Notenarchivs), des Ludwig Múzeums und des Nemzeti Táncszínház („Nationalen Tanztheaters“).

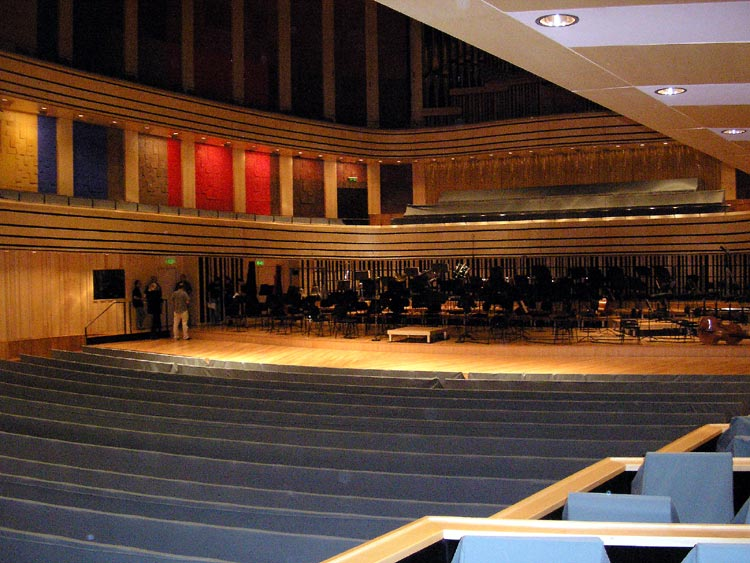
Konzertsaal

- Der Nationale Béla Bartók-Konzertsaal ist aus architektonischer Sicht der dominante Gebäudeteil. Er bietet 1699 Besuchern Platz, davon sind 1563 Sitz- und 136 Stehplätze. Die Akustik sowie die technische Ausstattung entsprechen den modernsten Konzertsälen in Europa. Die akustische Ausarbeitung wurde von der US-amerikanischen Firma Russell Johnsons durchgeführt. Die Orgel wurde im Jahr 2006 fertiggestellt. Sie ist ein Gemeinschaftswerk der Pécsi Orgonaépítő Kft. („Pécser Orgelbauer GmbH“) und der deutschen Firma Mühleisen. Das große Werk hat 92 Register auf fünf Manualen und Pedal.[1] Neben den ungarischen Philharmonikern treten auch weitere national und international bedeutende Künstler und Orchester auf.
- Das Festival-Theater nimmt den östlichen Flügel ein. Die Fläche der Bühne umfasst 750 m2. Die Zahl der Sitzplätze beträgt 452. Mit seiner Größe und technischen Ausstattung gehört er zu den modernsten Theatersälen und ist Sitz des „Nationalen Tanztheaters“.
- Das Ludwig Kortárs Művészeti Múzeum („Ludwig-Museum zeitgenössischer Kunst“) befindet sich an der Donauseite. Der erste Stock ist Ausstellungsfläche. In diesem Flügel befinden sich auch der Präsentations- und Veranstaltungssaal. In den hellen Räumen des dritten Stockwerks ist die ständige Ausstellung zu finden. Weiterhin gibt es für die Museumsbesucher interaktive Ausstellungsräume, Medienecken, eine Bibliothek und Möglichkeiten der Kinderbetreuung.

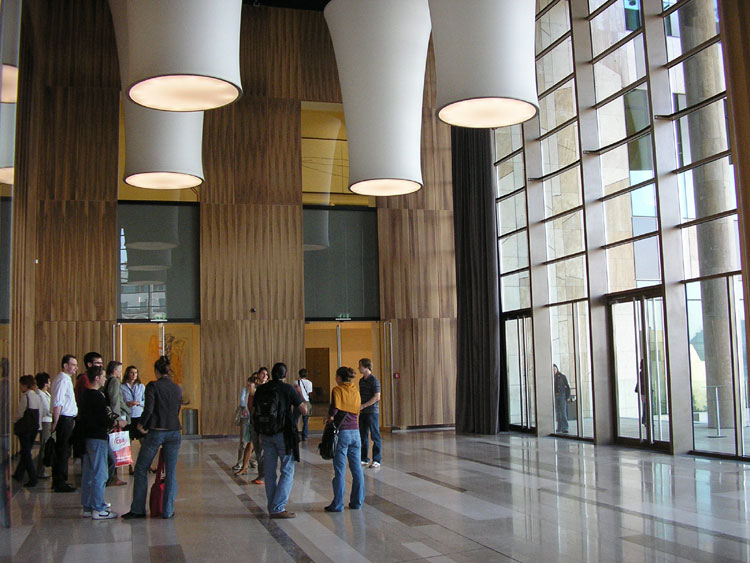
Veranstaltungssaal

Für die Organisation des Programms ist die durch das Nemzeti Kulturális Örökség Minisztériuma („Ministerium für nationales kulturelles Erbe“) eingesetzte Gesellschaft zuständig.
Im Jahr 2006 gewann der Palast der Künste den Prix d’Excellence der FIABCI (Nemzetközi Ingatlanszakmai Szövetség, „Internationale Immobiliengesellschaft“) in der Kategorie „großes öffentliches Gebäude“. Die Plakette der Auszeichnung befindet sich in der Vorhalle.

## Finanzierung
Der Palast der Künste ist die erste Public-Private-Partnership-Konstruktion in Ungarn. Der zwischen der Regierung unter Viktor Orbán geschlossene Vertrag mit der TriGránit-Gruppe, die mit dem Namen Sándor Démján, dem derzeit reichsten Unternehmer Ungarns, in Verbindung steht, wurde im Dezember 2001 ausgehandelt und im März 2002 unterzeichnet. Darin war vorgesehen, dass die Privatfirma die Kosten von 31,2 Milliarden Forint bereitstellt, die von der Regierung – teils in Form von Leasing – innerhalb von 10 Jahren mit Zinsen zurückgezahlt werden sollten. Bereits im selben Jahr musste der Betrag nach oben korrigiert werden. Die Regierung legte eine obere Grenze von 52 Milliarden Forint fest. 2005 wurde dieser Betrag unter Minister István Hiller auf 97,9 Milliarden Forint festgelegt und die Laufzeit auf 30 Jahre erweitert, damit die jährlich laufenden Zahlungen verringert werden konnten. Ein Regierungssprecher erklärte offiziell, dass die Summe erneut nicht für die vollständige Deckung der Kosten ausreicht. Der staatliche Rechnungshof stellte im Jahr 2007 fest, dass bereits die ersten Regierungspläne finanziell nicht gedeckt waren. Es wurden keine Marktuntersuchungen, Wirkungsanalysen oder Kostenvergleiche durchgeführt.
| Jahr                             | 2005 | 2006 | 2007 |
| Finanzierung von Veranstaltungen | 2,8  | 2,2  | 2,4  |
| Instandhaltungskosten            | 6,2  | 8,9  | 8,8  |
| Gesamt                           | 9    | 11,1 | 11,2 |
| Rahmen für Kulturförderung       |      | 59,8 | 54,4 |

* exklusive der Unterstützung des Philharmonischen Orchesters, des Ludwig Museums und des Tanztheaters